# Jurij Guśkow
Jurij Aleksandrowicz Guśkow (ros. Юрий Александрович Гусько́в, ur. 7 lutego 1936 w Podporożu, 1 maja 2015 w Moskwie) – radziecki i rosyjski polityk komunistyczny, deputowany Dumy Państwowej 2. kadencji (1995–1999).

## Życiorys
W 1959 ukończył Gorkowski Instytut Politechniczny, pracował jako inżynier i majster w Siewierodwińsku, później zaocznie ukończył Wyższą Szkołę Partyjną przy KC KPZR (członek partii od 1962) oraz Szkołę Biznesu i Zarządzania Finansami przy University of Michigan. Od 1972 II sekretarz, później I sekretarz Komitetu Miejskiego KPZR w Siewierodwińsku, od 1977 sekretarz, a od 1982 II sekretarz Komitetu Obwodowego KPZR w Archangielsku. W latach 1987–1988 I zastępca ministra przemysłu leśnego, papierniczo-celulozowego i obróbki drewna ZSRR, 1988–1989 I zastępca ministra przemysłu leśnego ZSRR. Od 23 listopada 1989 do czerwca 1990 I sekretarz Komitetu Obwodowego KPZR w Archangielsku, w czerwcu 1990 wybrany deputowanym później przewodniczącym Obwodowej Rady Deputowanych Ludowych w Archangielsku, równocześnie wybrany ludowym deputowanym Federacji Rosyjskiej, członek frakcji "Komuniści Rosji" i Rady Najwyższej Federacji Rosyjskiej. W latach 1990–1991 członek KC Komunistycznej Partii Rosyjskiej Federacyjnej Socjalistycznej Republiki Radzieckiej, 1993–1996 prezydent Spółki Akcyjnej "Siewierałmaz". W grudniu 1995 wybrany deputowanym do Dumy Państwowej z okręgu Kotłas obwodu archangielskiego z listy Komunistycznej Partii Federacji Rosyjskiej (KPFR), członek frakcji tej partii w Dumie. W grudniu 1996 startował w wyborach na gubernatora obwodu archangielskiego, zdobywając w pierwszej turze 28,85% głosów, a w drugiej turze 33,24% głosów i zajmując drugie miejsce. Od 1997 członek KC KPFR, od 2009 członek władz organizacji "Komuniści Rosji".

## Odznaczenia
- Order Czerwonego Sztandaru Pracy (dwukrotnie)
- Order „Znak Honoru”
- Order Świętego Księcia Daniela Moskiewskiego